# More Blues
Pistes de More
Ibiza Bar Quicksilver
More Blues est un instrumental de Pink Floyd, figurant sur l'album More. C’est le dixième morceau de l’album. 
Composé par l’ensemble du groupe, ce morceau est un des rares véritables blues enregistrés par Pink Floyd

## Crédits
- David Gilmour – guitare électrique
- Nick Mason – batterie
- Roger Waters – basse
- Richard Wright – orgue

## Liens
- Site officiel de Pink Floyd
- Site officiel de Roger Waters
- Site officiel de David Gilmour